# Конча (озеро)
Конча (укр. Конча) — озеро, расположенное на территории Голосеевского района Киевского горсовета и Обуховского района Киевской области. Площадь — км² (га). Тип общей минерализации — пресное. Происхождение — речное. Группа гидрологического режима — бессточное.

## География
Длина — около 11 км. Ширина наибольшая — 0,14 км, средняя — 0,03-0,1 км. Глубина средняя — м, наибольшая — м. Озеро не используется.
Озеро образовалось отмежеванием рукава, который сформировался вследствие русловых процессов Днепра: русловая многорукавность. На карте M-36-62-A-a (Ходосовка, 1934 год) озеро обозначено рекой Конча. Река Конча тянется от реки Коник (обозначена на карте Конник) и впадает в реку Козинка. В верхнем и нижнем течении пересыхая, где русло представлено временными водотоками (у истоков их несколько). Впадала в Козинку восточнее современного санатория Октябрь и улицы Старокиевская; и не сообщалось восточное ответвление с Днепром (южнее озера Заспа) как сейчас.
Озёрная котловина узкая вытянутая с северо-запада на юго-восток с крутыми поворотами: форма схожа с речным руслом. На север тянется озеро узкой протокой до улицы Лесничая Киева и острова Жуков, с широкими участками озёрной котловины. Северный участок озера (южнее улицы Лесничая) площадью 5,4 га. Южная часть озера доходит до улицы Монашинская пгт Козин. У пересечения улиц Монашинская и Весенняя (Козин) впадает (с шлюзовой системой) в рукав Старик Днепра. Озеро сообщается протокой с озером Заспа.
В центральной части правый берег обрывистый с лесными насаждениями (дубравы), в основном берега пологие заболоченные с луговой и кустарниковой растительностью, редколесьем (дубравы). Водное зеркало частично занято тростниковой растительностью. Правый берег занят санаториями, домами отдыха и частными дачами, левый на территории Киева — заказником Левый берег озера Конча, площадью 80 га, созданный 14 октября 1997 года. На правом берегу на территории санатория Конча-Заспа (Столичное шоссе, 215) расположен памятник природы Два дуба в санатории «Конча-Заспа»; деревья возрастом более 300 и 500 лет, обхват 4,1 и 5 м, высота 20 м. Озеро было в составе заповедника Конча-Заспа, существовавшего в период 1920—1930-е годы.
Первое известное описание из XVI века, озеро, ещё под названием Глушец, упоминается как богатое на рыбу. Ценным являлся прилегающий к реке Конча сенокос. Земли стали собственностью царской семьи, затем — советской номенклатуры, сейчас здесь расположены дома отдыха (Конча-Заспа Государственного управления делами, загородная резиденция Президента Украины), особняки.